# Knut Brynildsen
Knut Brynildsen (ur. 23 lipca 1917 we Fredrikstad, zm. 15 stycznia 1986) – norweski piłkarz występujący na pozycji napastnika, reprezentant Norwegii w latach 1935–1948.

## Kariera klubowa
Przez cały okres trwania swojej kariery występował w klubie Fredrikstad FK. Wywalczył w barwach tego zespołu trzy mistrzostwa Norwegii w sezonach 1937/38, 1938/39 i 1948/49 oraz czterokrotnie zdobył Pucharów Norwegii w latach 1935, 1936, 1938 i 1940. Wiosną 1950 roku zakończył grę w piłkę nożną z powodu kontuzji. Jego dziadek Erling i ojciec Birger byli działaczami Fredrikstad FK, natomiast jego bracia Arne i Ragnar byli zawodnikami tego klubu.

## Kariera reprezentacyjna
W reprezentacji Norwegii zadebiutował 3 listopada 1935 w przegranym 0:2 towarzyskim meczu ze Szwajcarią, rozegranym w Zurychu. W 1938 roku został powołany do kadry na Mistrzostwa Świata we Francji. Na nich zagrał w meczu z Włochami, przegranym 1:2. Ogółem w  1935 do 1948 roku rozegrał w kadrze narodowej 18 meczów i zdobył w nich 10 bramek.

## Sukcesy
Fredrikstad FK
- mistrzostwo Norwegii: 1937/38, 1938/39, 1948/49
- Puchar Norwegii: 1935, 1936, 1938, 1940